# 三菱・デリカスペースギア
デリカスペースギア（DELICA SPACE GEAR）は、三菱自動車工業が製造・販売していたオフロード4WDタイプのミニバンである。
また歴代モデル同様にビジネス仕様のデリカカーゴが存在(詳細は当該記事を参照)しており、自社生産のデリカシリーズにおいて2025年現在最新(FMCデビュー年起算)の商用バンとなる。

## 概要
デリカスターワゴンの後継モデルとしてスーパー・プレジャー・RVをコンセプトに2代目パジェロをベースに開発された、前面衝突の安全性を考慮した日本初のフロントエンジンのハイルーフミニバンである。前面衝突の安全性を考慮した日本初のフロントエンジンのトールワゴンであり、現在のミニバンというジャンルを切り開いた車である。パジェロ譲りの4WDシステム、スーパーセレクト4WDや足回りが搭載され、他のハイルーフミニバンでは類を見ないオフロード性能でアウトドア派には特に人気があった。フレームは2代目パジェロのラダーフレームをベースにモノコックを融合させ（この技術は同年12月に発売された初代パジェロミニや、1999年に発売された3代目パジェロの雛型ともいえる技術で）、高いボディ剛性と室内のフラットフロアを可能としたが、室内高も稼いだために、当時最も背の高いワゴン車となった。
2WDロングに設定のGは国産メーカー唯一のフロントエンジンの10人乗りのワゴンであった。
先代とは異なり、クラッシャブルゾーンを設けたフロントエンジンのミニバンであるため、スターワゴンで指摘された重量配分やブレーキの効きの悪さは幾分改善されている。

## メカニズム

### シャーシ・ボディ
パジェロのフレームを用いたビルトインラダーフレーム構造で、ラダーフレームとモノコックボディを一体化させたものである。ラダーフレームで本格オフロード4駆としての剛性を持たせ、モノコックボディでクラッシャブル構造を持たせるとした。
ボディサイズは標準とロング、ルーフ形状はエアロルーフ（室内高1,205 mm:標準ボディ）とハイルーフ（室内高1,300 mm:標準ボディ）の2種に加え、エアロルーフにはツインサンルーフ、ハイルーフにはクリスタルライトルーフと呼ばれるサンルーフ付車も設定された。ホイールベースが20 cm、ボディが40 cm長いロングボディも設定されたが、街乗りやクロカン走行での使い勝手の面から販売台数は少なかった。

### エンジン
V6-3.0Lガソリン（6G72型）、2.8Lインタークーラーターボディーゼル（4M40型）、直4-2.4Lガソリン（4G64型）、2.5Lインタークーラーターボディーゼル（4D56型）の計4種のエンジンラインアップがあった。特に6G72型と4M40型へ人気が集中する形となったが、6G72型は同社スポーツカーのGTOや、同社上級セダンのディアマンテ系のエンジンで、性能と信頼性はともに高かった。パジェロ譲りの4M40型に小型のタービンを搭載することにより2,000rpmで最大トルクを発生し、街中でのゴー・ストップやクロカン・オフロード走行に適していた。マイナーチェンジ後の後期モデルでは4M40型に改良が施され、機械式から電子制御式の燃料噴射となり、高速走行時の力強さや不完全燃焼の改善となった。
主流であった6G72型と4M40型のAT車では、3モードELC前進4段フルオートマチックトランスミッションが用いられた。通常走行での変速ショックを抑え滑らかな動きの変速装置である。パワーモード、ノーマルモード、ホールドモードの3モードがあり、走行状況に適した変速タイミングを任意で選択できた。マイナーチェンジ後の後期型ではINVECS-IIが搭載され、ドライバーのアクセルの踏み方により、ベストな変速タイミングを学習するものである。必然的に加速性能や燃費の向上を図るシステムである。マイナーチェンジ後はパワーモードは廃止された。

### サスペンション
フロントにはダブルウィッシュボーン、リアには5リンク式コイルスプリングを用いた。このサスペンション構成で、外観からは想像できない横風安定性を実現したとされる。ダブルウィッシュボーンを用いることで、オンロードやダートでの路面追従性を高め、リアに5リンク式コイルスプリングを用いることで、モーグルなどオフロード走行では車軸式ならではのストローク量を稼ぎつつ、5リンク式でダブルウィッシュボーンに近い繊細な動きを求めたといえる。近年の自動車は、生産コストを下げるサスペンション作りが主流であるが、スペースギアはコストの掛かるサスペンションであった。
ファジィ電子制御サスペンションECSの設定があった。この種のサスペンションは一般的にアクティブサスペンションと呼ばれることが多い。ファジィ電子制御サスペンションECSでは、上下Gセンサー、スロットルポジションセンサー、車速センサー、舵角速度センサーが主なセンサーであり、加減速時のノーズダイブやテールダイブ、コーナリング時のロールの抑制。路面が荒れている時などの上下Gを感知しファジィ推論して減衰力をコントロールするというサスペンションである。ノーマルモードとスポーツモードの2段階があり、ノーマルモードはソフトからハードまで、スポーツモードはミディアム～ハードまでのセッティングであった。

### 四輪駆動システム
先代スターワゴンと同様にサブトランスファーを持ち、パジェロ同様のスーパーセレクト4WDが搭載された。レバー1つで、経済的な2輪駆動、走行安定性を高める4輪駆動、悪路走行のためのセンターデフロック・ハイ、センターデフロック・ローと4段階の選択をできるものである。他の4WDは乾燥路や雨天走行の出来ない直結4WDか、悪路走行のできないフルタイム4WDであったため、これらを両立した先進的なシステムであった。

## 年表
1994年5月12日
デリカスターワゴンの後継として発売。スペースギアとボディを共有する貨物自動車・ライトバン仕様であるデリカカーゴも同時発売。
1995年2月
特別仕様車「ジャスパー」を発売。2.8L ICターボディーゼル（エアロルーフ=EXCEED-I/ハイルーフ=EXCEED-II）をベースに春・夏シーズン用に、 特にオートキャンプ等のフィールドレジャー用に適した内外装、機能を充実させ、ボディー色にピレネーブラック/カイザーシルバーを設定した特別仕様車である。
1995年5月
特別仕様車「グリーンフィールド」を発売。2.8L ICターボディーゼル（エアロルーフ=EXCEED-I/ハイルーフ=EXCEED-II）をベースにサマーレジャーシーズン向用に、アウトドアレジャー用の装備を採用し、ボディー色にアストリアグリーン/ラガーディアンシルバーを設定した特別仕様車である。
1995年10月
一部改良。助手席アンダーボックスとグローブボックスキーを全車標準化。また一部のグレードに後席スライドドアの半ドアを防ぐアクティブパワーロック、シルバーに塗ったスタイルドホイールなどを採用。特別仕様車のシャモニーも設定された。
1996年6月
一部改良。運転席エアバッグを全車標準化。グレードに応じて助手席側エアバッグ、フルオートデュアルエアコン、プライバシーガラス、ナビ機能付きMMCS、運転席4ウェイパワーシートなども標準、もしくはオプション設定した。
1996年9月
特別仕様車「シャモニー」を発売。スペースギア4WD 2.8L ICターボディーゼルXG（エアロルーフ/ハイルーフ）をベースにスキーキャリア、 ラゲッジトレーなどウィンターシーズン用の装備を採用し、ボディー色にムーンライトブルー/ラガーディアンシルバーを設定した特別仕様車である。
1997年1月
特別仕様車「ジャスパー」を発売。2.8L ICターボディーゼルXG（エアロルーフ/ハイルーフ）をベースに、アウトドアレジャーを楽しむユーザー用に最適な装備を装備し、内外装・機能を充実させた。エクステリアには、225/80R15タイヤ、15インチアルミホイール、カラーバンパー、フロントグリルガード(クロムメッキ)＆フロントグリルガードパッド、ベースキャリア＋スタイルドルーフアタッチメント、マルチモードABS、リヤアンダーガード＆ガードバー、寒冷地仕様、専用ボディストライプ、大型フォグランプなど。インテリアでは、3連メーター（傾斜、外気温、電圧）、AM/FMフルロジックカセットステレオ＆6スピーカー、キーレスエントリーシステム、プライバシーガラス、専用シート生地（刺繍文字入り）など多彩な装備を採用。
1997年6月21日
マイナーチェンジ。フェイスリフトを受け、AT車全車はファジィ電子制御のINVECS-IIに進化。4WD車では特徴的なグリルガード風のアクセサリーがなくなり、フォグランプの装着位置が変わった。4WD車の後席への乗り降りのしづらさが指摘されていたため、電動サイドステップをスライドドアに採用。4WDのガソリン車はV6-3.0Lガソリンに集約し2.8Lインタークーラーターボディーゼルは燃料噴射を電子制御化して140馬力にパワーアップ。
1997年9月
特別仕様車「シャモニー」を発売。2.8L ICターボディーゼルに加え、新たにV6 3Lガソリン仕様を追加。ボディー色に、ピレネーブラック／シンフォニックシルバーの専用2トーン。専用大型サイドストライプを装備し、テールゲートに「CHAMONIX」のデカール、メッキタイプ「DELICA」マーク、アルミホイール＋225/80 R15タイヤ（スペアタイヤを含む）を装備。リヤサイドとリヤクォーターウインドにハーフミラータイプのプライバシーガラス、サイドステップ、リヤアンダーガードをメッキに、ビルトインツインフォグランプ、フォグランプストーンガード（メッキ）、フロントアンダーガード、スキッドプレートを装備した。
1998年6月
一部改良。2WD車の販売対策の一環として8人乗りXRにエアロパーツを装備した「エアロ」を追加。XRの4WDに設定されていたMTの設定を廃止（これにより、MTの設定は2WDの10人乗りロングボディのGグレードのみとなる）。
1998年11月
特別仕様車「シャモニー」を発売。
1999年3月
「エアロ」をベースにした特別仕様車「ヴィーナス」を発売。
1999年6月
一部改良。両側スライドドア装着車を追加と同時に4WDにも「ヴィーナス」、「エアロ」を追加。2WDのディーゼル車を廃止。スキーヤー向けの特別仕様車であった4WDのシャモニーがこれまでのエクシードとXRを統合する形でカタログモデルに昇格。
2000年6月
一部改良。シャモニーのフロントグリルとバンパーのデザインを変更。さらにメッキドアミラーや大型フォグランプの採用やシート地の専用ニット化なども行われた。
2002年1月
特別仕様車「20thアニバーサリーリミテッド」発売。
2002年8月
一部改良。平成12年排出ガス規制に適合しない2WD車を廃止し、4WD車（エンジンはV6・3Lガソリン/L4・2.8L ICターボディーゼルの2種、グレードはXE/シャモニー/スーパーエクシード/ロング スーパーエクシードの各4種）のみとなる。
2003年10月
特別仕様車「HDDナビエディション」発売。
2004年10月
一部改良。ディーゼルエンジン搭載車（全グレード）、ロングボディ車（スーパーエクシードに設定）、5ドア車（XE）が廃止され、V6・3Lガソリンのスーパーエクシード（標準ボディ）・シャモニーのみに整理。
2005年1月
特別仕様車「アクティブフィールドエディション」発売。
2005年11月
一部改良。カタログモデルはスーパーエクシードを廃止しシャモニーのみに縮小。特別仕様車「アクティブフィールドエディションSE」発売。「アクティブフィールドエディション」は一部改良を受けて販売を継続。
2007年1月
国内販売終了。後継はデリカD:5。
2014年
水島製作所で生産されていた輸出仕様の生産が終了。

## 特装車・限定仕様車
- 2WDモデルが販売されていた頃は幼稚園バス仕様や冷凍車なども販売された。また10人乗り･Gをベースに後部座席をヘッドレスト付きリクライニングシートに変更したジャンボタクシー仕様の「ワゴンテン」も特装モデルとしてラインナップされていた。
- ヴィーナスという名称でエアロパーツを装着したモデルも販売された。フロントエアダム、フロント&リヤブリスターフェンダー、サイドエアダム、リヤアンダースポイラー、マフラーカッターを装着していた。
- ネストという名称で簡易キャンパー仕様のモデルも販売された。シート生地と同素材を使用した収納式2段ベッドを搭載（就寝定員は大人2名と子供3名）。2,200 kcal/h（≒9.2 MJ≒25.6 kWh）のカセットコンロ、給排水各10リットルのタンクを装備した流し台を搭載。すべての窓を覆うプライバシーカーテンとスライドドア、バックドアに防虫のために取り付けるモスキートネットセットを専用オプションとして設定していた。
- スターワゴン時代からの冬季限定車でのちに常設グレードに昇格した「シャモニー」に対応するように、夏期限定車に「ジャスパー」が設定され、同様の限定車に「グリーンフィールド」もあった。マイナーチェンジ後ではお買い得感から限定車が大半を占めた。

## 備考
- 海外での名称は国や地域によって異なり、L400、スペースギア、スターワゴンなど。
- ヒュンダイ・スタレックス（初代）のベース車となっており、現代自動車ではトラック仕様のリベロも製造された。
- 台湾の中華汽車でも生産され、後期型は日本仕様とは前後ライトの意匠が異なる。
- 中国の東風風行でも生産され、2025年現在も販売が続けられている。
- 後期型ディーゼル車のグロープラグには致命的ともいえる程の欠陥があり、寒冷地ではエンジンがかからなくなるというトラブルが多かった。(前期型はセラミック製、後期型はメタル製)

## 年間生産と販売
| 年   | 製造    | 販売   |
| ---- | ------- | ------ |
| 1994 | 不明    | 不明   |
| 1995 | 109,930 | 不明   |
| 1996 | 88,978  | 不明   |
| 1997 | 69,495  | 19,938 |
| 1998 | 56,904  | 12,023 |
| 1999 | 31,646  | 8,057  |
| 2000 | 28,242  | 5,886  |
| 2001 | 12,965  | 4,707  |
| 2002 | 17,456  | 4,559  |
| 2003 | 13,011  | 3,227  |
| 2004 | 16,432  | 3,142  |
| 2005 | 16,644  | 3,428  |
| 2006 | 16,041  | 1,451  |
| 2007 | 14,824  | 4      |
| 2008 | 11,573  | -      |
| 2009 | 8,153   | -      |
| 2010 | 7,830   | -      |
| 2011 | 6,947   | -      |
| 2012 | 7,158   | -      |
| 2013 | 8,607   | -      |
| 2014 | 780     | -      |
| 2015 | -       | -      |
| 2016 | -       | -      |

(Sources: Facts & Figures 2000, Facts & Figures 2002, Facts & Figures 2006, Facts & Figures 2010,Facts & Figures 2014,Facts & Figures 2017 Mitsubishi Motors website)

## 車名の由来
- 「デリカ」の語源は、delivery（運ぶ・配達する）+car（車）から造語であり、「スペースギア」は、「車内空間の活用性に富んだ車」という意味。類似するネーミングでは同社が発売する一部のSUV・ステーションワゴンなどなどに設定されているスポーツギアがある。
- 特別仕様である「シャモニー（CHAMONIX）」はフランス・アルプスのリゾート地に、「ジャスパー」はジャスパー国立公園に由来。